# America's Next Top Model (mùa 16)
America's Next Top Model, Mùa thi 16 là mùa thi thứ 16 của loạt chương trình truyền hình thực tế America's Next Top Model, được trình chiếu trên kênh The CW. Chương trình được trình chiếu lần đầu tiên vào ngày 23 tháng 2 năm 2011.
Cả ba giám khảo từ mùa trước gồm tổng biên tập của tạp chí Vogue André Leon Talley, nhiếp ảnh gia Nigel Barker và Tyra Banks đều xuất hiện.
Điểm đến quốc tế mùa này là Marrakesh cho top 5, trở thành lần thứ hai chương trình đã đặt chân đến Châu Phi kể từ lần đầu tiên vào mùa thi thứ 4, nơi chương trình ghé đến Cape Town.
Người chiến thắng mùa thi sẽ nhận được hợp đồng trị giá 100,000$ với hãng mỹ phẩm CoverGirl, một hợp đồng người mẫu với công ty IMG Models, xuất trên trang bìa của tạp chí Beauty In Vogue cũng như những bài báo trong tạp chí Vogue Italia và Beauty In Vogue.
Người chiến thắng của mùa 16 là cô gái 19 tuổi, Brittani Kline đến từ Beech Creek, Pennsylvania.

## Các thí sinh
(Tính tuổi tại thời điểm ghi hình)
| Thí sinh           | Tuổi | Chiều cao               | Đến từ                       | Bị loại ở | Xếp hạng     |
| ------------------ | ---- | ----------------------- | ---------------------------- | --------- | ------------ |
| Angelia Alvarez    | 20   | 178 cm (5 ft 10 in)     | Pembroke Pines, Florida      | Tập 1     | 14           |
| Ondrei Edwards     | 18   | 170 cm (5 ft 7 in)      | Muskegon, Michigan           | Tập 2     | 13 (bỏ cuộc) |
| Nicole Lucas       | 20   | 180 cm (5 ft 11 in)     | Orlando, Florida             | Tập 2     | 12           |
| Dominique Waldrup  | 23   | 175 cm (5 ft 9 in)      | Houston, Texas               | Tập 3     | 11           |
| Sara Longoria      | 18   | 178 cm (5 ft 10 in)     | Edinburg, Texas              | Tập 4     | 10           |
| Dalya Morrow       | 21   | 175 cm (5 ft 9 in)      | Corona, California           | Tập 5     | 9            |
| Monique Weingart   | 19   | 180 cm (5 ft 11 in)     | Hebron, Illinois             | Tập 6     | 8            |
| Mikaela Schipani   | 21   | 175 cm (5 ft 9 in)      | Boca Raton, Florida          | Tập 7     | 7            |
| Jaclyn Poole       | 20   | 178 cm (5 ft 10 in)     | Belton, Texas                | Tập 8     | 6            |
| Kasia Pilewicz     | 26   | 175 cm (5 ft 9 in)      | Wheaton, Illinois            | Tập 10    | 5            |
| Alexandria Everett | 21   | 180 cm (5 ft 11 in)     | Huntington Beach, California | Tập 11    | 4            |
| Hannah Jones       | 20   | 180 cm (5 ft 11 in)     | Houston, Texas               | Tập 12    | 3            |
| Molly O'Connell    | 22   | 178 cm (5 ft 10 in)     | Charleston, South Carolina   | Tập 13    | 2            |
| Brittani Kline     | 19   | 179 cm (5 ft 10+1⁄2 in) | Beech Creek, Pennsylvania    | Tập 13    | 1            |

### Ban giám khảo
- Tyra Banks – người sáng lập, người điều khiển chương trình, nhiếp ảnh gia & giám khảo chính
- Nigel Barker – giám khảo & nhiếp ảnh gia
- André Leon Talley – giám khảo & biên tập viên thời trang

### Thành viên còn lại
- J. Alexander – huấn luyện viên sàn catwalk
- Jay Manuel – đạo diễn buổi chụp hình

## Nội dung các tập phim

### Tập 1: Hậu trường - Erin Wasson
Lên sóng: 23 tháng 2, 2011
14 cô gái được chọn vào vòng bán kết được một phen hú hồn khi Tyra giả vờ công bố họ đã bị loại. Các cô gái khóc như mưa trước camera. Thực ra đó là thử thách đầu tiên dành cho họ: Sự từ chối.
"Trong ngành công nghiệp modeling, mỗi ngày chúng tôi đều phải đón nhận lời khước từ. Đừng nghĩ Gisele, Iman hay Kate Moss là trường hợp ngoại lệ. Ngay cả bản thân tôi, cũng từng nhận chữ No những 6 lần, trước khi chính thức ký hợp đồng" - Tyra Banks.
Thử thách đầu tiên. Các cô gái được đặt vào chiếc lồng trong suốt hình cầu, và họ cần lướt đi trên mặt nước một cách điềm tĩnh nhất có thể. Đa số các cô gái đều gặp phải sự cố. Brittani thuyết phục tuyệt đối với năng lượng tràn ngập và cá tính dồi dào. Cô là người chiến thắng thử thách.
Tuần này, chủ đề chụp ảnh là makeover. Molly được cho là xứng đáng với bức hình đẹp nhất (first call-out), khi vận dụng tốt từ ánh nhìn, chiếc cổ dài cho đến mái tóc hất tung ra phía sau.
Trái ngược với Molly, vì quá ỷ lại vào nhan sắc bên ngoài, Angelia rơi vào The bottom two cùng với Dominique, một thí sinh có thái độ gây khó chịu. Cuối cùng, Angelia bị loại.
- Hai người cuối cùng: Dominique Waldrup & Angelia Alvarez
- Bị loại: Angelia Alvarez
- Người được gọi tên đầu tiên: Molly O'Connell
- Nhiếp ảnh gia: Russell James
- Khách mời đặc biệt: Erin Wasson

### Tập 2: Chân dung với ong - Alek Wek
Lên sóng: 2 tháng 3, 2011
Ondrei tiết lộ bi kịch gia đình - 2 anh trai của cô đều vừa qua đời, và Ondrei chọn ANTM như cách để giải tỏa tinh thần. Tuy nhiên, sự trốn tránh càng làm cô căng thẳng hơn. Chẳng thể tập trung vào phần thi, Ondrei tự động rút lui trước khi giám khảo đưa ra lời nhận xét.
Lần photoshoot tuần này đòi hỏi tinh thần can đảm, vì ngoài việc phải chụp cùng nữ trang, các cô gái phải chụp cùng với... đàn ong. Đa phần các thí sinh vẫn giữ vững sự điềm tĩnh, riêng Hannah đã bật khóc. Không phải vì sợ hãi, mà cô đặt áp lực cho bản thân quá cao. Rõ ràng, khi cảm xúc trào dâng lênh láng, cũng là lúc Hannah thực sự thăng hoa và cho ra đời bức ảnh đẹp nhất trong tuần.
Brittani và Monique cũng nhận được nhiều lời khen ngợi từ phía BGK, Mikaela vẫn giữ vững phong độ, trong khi Dalya đã có một bước lùi đáng kể. Nhưng người bị loại sau cùng là Nicole, vì cô không thể cho thấy sự trẻ trung trong bức ảnh mà mỗi người mẫu đều cần có.
- Hai người cuối cùng: Dalya Morrow & Nicole Lucas
- Bị loại: Nicole Lucas
- Rút lui: Ondrei Edwards
- Người được gọi tên đầu tiên: Hannah Jones
- Nhiếp ảnh gia: Mike Rosenthal
- Khách mời đặc biệt: Alek Wek, Heather Bauer, Eugene Buica, Kim Ki-Seok, Scott J. Cunha, Vincent Oquendo

### Tập 3: Alice ở xứ sở thần tiên - Lori Goldstein
Lên sóng: 9 tháng 3, 2011
Ở tập này, 11 cô gái còn lại sẽ chính thức được thay đổi ngoại hình. Hầu hết các cô gái đều hài lòng với vẻ bề ngoài mới của mình. Tuy nhiên, Molly đã gặp sự cố sau 6 tiếng đồng hồ khiến mái tóc của cô bị biến thành... ổ rơm. Tuy nhiên, vượt qua nỗi buồn sau sự cố đó, Molly đã cho ra đời một tấm ảnh đẹp.
Hầu hết các thí sinh đều làm rất tốt. Ngược lại, do sự phối hợp không ăn ý, Sara đã bị đẩy xuống The bottom two cùng với Domonique. Việc xuất hiện lần thứ 2 ở vị trí này của Domonique đã khiến BGK cảm thấy cô không còn khả năng để đi tiếp. Cuối cùng, Sara được an toàn và Domonique bị loại.
- Hai người cuối cùng: Dominique Waldrup & Sara Longoria
- Bị loại: Dominique Waldrup
- Người được gọi tên đầu tiên: Alexandria Everett
- Nhiếp ảnh gia: Troy Jensen (trang điểm), Pamela Hanson (chụp hình)
- Khách mời đặc biệt: Lori Goldstein, Laurent D, Molly Stern, Michael Kanyon

### Tập 4: Phong cách của cà phê Retro những năm 1950 - Francesco Carrozzini
Lên sóng: 16 tháng 3, 2011
Trong tập 4, các thí sinh còn lại của America’s Next Top Model cần phải trải qua 2 thử thách: Đường băng rực lửa và quay quảng cáo cho một nhãn hiệu cà phê.
Mâu thuẫn giữa Alexandria và các thí sinh khác nổ ra ngày càng gay gắt hơn khi cô gái trẻ này thể hiện sự tự tin một cách thái quá. Alexandria cũng tỏ thái độ khinh miệt với Sara, cô bạn kém tự tin.
Tạm gác lại những mâu thuẫn, các thí sinh tiếp tục chứng tỏ mình qua phần thử thách đường băng rực lửa. Trên sàn catwalk bừng cháy, các cô gái đồng thời phải "cầm" lửa trên tay, thông qua một loại găng đặc biệt. Alexandria, Brittani và Dalya trở nên nổi bật. Alex mạnh mẽ, Brit uyển chuyển còn Dayla thì duyên dáng. Trái ngược lại, Sara tỏ vẻ lúng túng, Hannah mắt vô thần và Kasia lại quá căng thẳng ở phần miệng. 3 cô gái này đã nhận "hình phạt" là… cuốc bộ về nhà, trong khi Dalya, người chiến thắng thử thách, sung sướng với phần thưởng là 2 bộ trang phục từ NTK Geoffrey Mac.
Tuần này, thay vì chụp ảnh như những lần trước, các cô gái được đóng clip quảng cáo. Bối cảnh ở thập niên 50, các cô gái đều trông thật quý phái cùng trang phục retro. Kasia chứng tỏ thực lực khi cô diễn xuất cực chuẩn bằng ánh mắt và giọng nói, đồng thời rất tự tin với cơ thể đầy đặn của mình. Jaclyn tự nhiên qua chất giọng cao vút, vô tình sexy theo kiểu… Lolita. Sự phối hợp ăn ý này đã cho ra đời một TVC xuất sắc! Monique và Hannah cũng hoàn thành tốt nhiệm vụ. Molly, Dalya và Brittani thể hiện khá mờ nhạt, nhưng vẫn chứng tỏ được sự cố gắng hơn cặp Mikaela và Sara.
Alexandria tiếp tục làm giới chuyên môn phật ý khi cô tỏ thái độ thái quá về sự hiểu biết của mình. Chính điều này đã đẩy cô xuống The bottom two cùng với Sara. Cuối cùng, Alexandria được tạo thêm một cơ hội nữa. Sara phải ra về do sự non trẻ và thiếu kinh nghiệm của mình.
- Hai người cuối cùng: Alexandria Everett & Sara Longoria
- Bị loại: Sara Longoria
- Đoạn quay phim quảng cáo tốt nhất tuần: Kasia Pilewicz
- Nhiếp ảnh gia: Francesco Carrozzini
- Khách mời đặc biệt: Francesco Carrozzini

### Tập 5: Báo con Murato - Rachel Zoe
Lên sóng: 23 tháng 3, 2011
Alexandria càng ngày càng như một "chướng ngại vật" đối với 8 thí sinh còn lại, một phần bởi tài năng của cô, và một phần cũng do tính cách gây khó chịu của Alex.
Thử thách trong tuần này của các cô gái là teamwork. Họ phải thể hiện tinh thần đồng đội khi cùng nhau quay video quảng cáo cho phấn nền CoverGirl.
Brittani, Kasia và Mikaela phối hợp ăn ý với nhau. Trong khi Molly & Monique chẳng thể nào tập trung vào phần trách nhiệm được giao, vì Alexandria cứ cố xen vào mọi khâu. Dalya thì tiếp tục đơ trước ống kính. Đội 1, bao gồm có: Brittani, Kasia và Mikaela đã chiến thắng và video của họ sẽ được phát trên website CoverGirl.
Chủ đề photoshoot là về với thiên nhiên, và các cô gái đã ghé thăm vườn thú L.A. để chụp ảnh với sự hỗ trợ từ stylist Rachel Zoe, cùng bạn diễn là chú báo con đáng yêu mang tên.
Brittani, Jaclyn và Monique đều nhận khá nhiều lời khen, nhưng Hannah mới được ca tụng nhiều nhất, vì thần thái ra đúng chất high-fashion. Đây là lần thứ 2 Hannah dẫn đầu trong cuộc tranh tài. Kasia thì lúng túng vì không biết cách ẵm thú. Dalya thực hiện những động tác như… mới vào nghề, dù cô từng tham gia tuần lễ thời trang L.A. Tuần này, Molly gây thất vọng với ánh mắt thiếu cảm xúc trong bức ảnh. Molly bị đẩy xuống The bottom two cùng với Dalya. Một lần nữa Dalya lại đứng ở vị trí này. Sự vụng về của Dalya trong buổi chụp hình khiến BGK nghi ngờ về tiềm năng của cô. Cuối cùng, Molly được an toàn cùng với lời hứa của Tyra là sẽ gỡ bỏ mái tóc nối giúp cô. Dalya bị loại.
- Hai người cuối cùng: Molly O'Connell & Dalya Morrow
- Bị loại: Dalya Morrow
- Người được gọi tên đầu tiên: Hannah Jones
- Nhiếp ảnh gia: Baldomero Fernandez
- Khách mời đặc biệt: Rachel Zoe, Vincent Oquendo

### Tập 6: Những Cô gái tóc vàng vs. Những cô gái tóc đen - Sonia Dara
Lên sóng: 30 tháng 3, 2011
Trong tập này, Tyra đã đến tận ngôi nhà chung để hướng dẫn cho các cô gái về chuyên môn, cũng như cách ứng xử khi trở thành người nổi tiếng.
"Piel trong tiếng Tây Ban Nha có nghĩa là ‘da’. Đúng vậy, khi thành danh rồi thì bên cạnh tài năng, đôi lúc ta còn cần da mặt thật dày. Các em còn trẻ, lên mạng hẳn đã đọc được bao nhiêu thứ điên rồ về tôi, Tyra thế này thế kia. Liệu chúng có làm tôi tổn thương không? Có chứ. Vì họ nói về tôi, chứ đâu phải ai khác? Bên cạnh những hoa hồng, họ đồng thời sẽ ném phi tiêu về phía bạn. Do vậy, hãy chuẩn bị tinh thần để đón nhận tất cả." - Tyra Banks.
"Để nổi bật như người có sức ảnh hưởng nhất định trong cộng đồng, bạn cần sẵn sàng đối diện với những lời vu khống, xuyên tạc và bỉ bai đủ kiểu. Sẽ có người gọi bạn là béo ị, là xấu xí" – Miss J.
Thử thách tuần này có tên là "giao tiếp cùng fan". Monique tỏ thái độ chống đối và không cố gắng. Kasia chiến thắng nhờ cách giao tiếp thân thiện và chuyên nghiệp. Phần thưởng cho cô (cùng Brittani và Jaclyn) là một bữa tối sang trọng, trong khi 5 cô gái còn lại phải ở lại nhặt rác. Monique đã văng tục vì quá bực bội.
Chủ đề chụp ảnh trong tuần này là Blondes vs. Brunettes. Các cô gái được chia làm 2 nhóm: 4 vàng hoe và 4 nâu đen. Họ được phủ lớp bùn trên cơ thể, và cần quấn vào nhau thật ăn ý, dưới sự chỉ đạo của Mr. Jay và nhiếp ảnh gia Jonathan Mannion.
Jonathan đặc biệt hài lòng với những chuyện động và cách tạo dáng của Brittani. Brittani cũng được hội đồng giám khảo đánh giá cao nhất. Trái lại, do thái độ kiêu ngạo và không có sự cố gắng trong thử thách tuần, Monique đã lọt vào the bottom two cùng với Mikeala. Dù được đánh giá khá cao trong tuần này, nhưng việc thể hiện mờ nhạt trong nhiều tuần lễ liên tiếp khiến BGK lo lắng cho Mikeala. Cuối cùng, Mikeala được an toàn, Monique bị loại do quá kiêu ngạo và không có sự bứt phá trong nhiều tuần lễ.
- Hai người cuối cùng: Mikaela Schipani & Monique Weingard
- Bị loại: Monique Weingard
- Người được gọi tên đầu tiên: Brittani Kline
- Nhiếp ảnh gia: Jonathan Mannion
- Khách mời đặc biệt: Sonia Dara

### Tập 7: Tín đồ của thời trang - Eric Daman
Lên sóng: 6 tháng 4, 2011
Mikaela tiết lộ rằng, cả cô lẫn Monique đều ngạc nhiên khi bị rơi vào The bottom two ở tuần trước. Rõ ràng, khả năng của họ đều tốt hơn hẳn Alexandria (xét về ảnh), và cũng không lặp lại sai phạm liên tục như cô ấy.
Dẹp bỏ những tranh cãi sang một bên, tuần này các cô gái đã có buổi chụp cực kỳ thú vị cùng chủ đề shopaholic. Jaclyn thực sự gây bất ngờ, khi từ một cô gái miền Nam ngọt ngào chuyển hóa thành The Joker điên loạn, thể hiện thành công tinh thần "crazy for makeup". Molly ban đầu hơi cứng, cuối cùng mới cho ra lò bức ảnh mang cốt truyện rõ rệt. Kasia cũng nhận được nhiều lời khen ngợi. Hannah bị đánh giá là thiếu tập trung. Tuy nhiên, Mikeala chưa đưa ra được một cá tính cụ thể và việc Brittani đã cãi nhau với Alexandria được Tyra gợi lại ở phòng BGK làm Brit mất bình tĩnh. Cô đã chạy khóc và chạy ra ngoài phòng BGK trước khi nghe nhận xét. Cả hai đều rơi vào The bottom two. Cuối cùng, Brittani được trao thêm cơ hội để đi tiếp và Mikeala bị loại do thiếu cá tính dù có tiềm năng.
- Hai người cuối cùng: Mikaela Schipani & Brittani Kline
- Bị loại: Mikaela Schipani
- Người được gọi tên đầu tiên: Jaclyn Poole
- Nhiếp ảnh gia: Miguel Starcevich
- Khách mời đặc biệt: Eric Daman

### Tập 8: Bãi rác và thời trang cao cấp - Lana Marks
Lên sóng: 13 tháng 4, 2011
Sau khi thoát khỏi "The bottom two" trong gang tấc, Brittani quyết định xin lỗi Alexandria trên đường về. Nhờ vào cuộc trao đổi chân tình, hầu hết các cô gái đều đồng ý rằng Alexandria đang dần cải thiện. Riêng Molly lại nghĩ, đó chỉ là một màn kịch mới.
Molly đã chia sẻ qua kênh tumblr: "Alexandria không hẳn giả tạo, nhưng cô ấy thường có xu hướng thay đổi thái độ nhanh chóng trước những đối tượng khác nhau."
Trước khi bay sang Morocco, các cô gái cần vượt qua thử thách nặng cân nhất: Go-see (Tới và xem). Họ có 4 giờ để ghé 4 văn phòng đại diện casting cho 4 dạng người mẫu: Athletic, Bombshell, Couture và Girl Next Door. Mỗi người được cung cấp một chiếc xe, nhưng họ phải tự chỉ đường cho tài xế chạy. Là cô gái duy nhất xuất thân từ L.A, Alexandria nắm gọn đường đi nước bước trong lòng bàn tay. Cô đã chiều lòng được cả bốn khách hàng, thậm chí còn nhận về lời khen cho sự thân thiện của mình. Trong khi đó, dù năng động chẳng kém Alex, Molly bị than phiền rằng cô quá lạnh lùng. Điều này có thể tốt trên sàn catwalk, nhưng dễ khiến đối phương mất hứng ngoài đời thực.
Lana Marks tiết lộ, đáng nhẽ bà đã chọn Molly vì những dáng pose ấn tượng. Song, vẻ mặt u ám của Molly khi ngồi đợi đã khiến Lana thay đổi ý định, rốt cục mời Alexandria tham gia chiến dịch quảng bá cho thương hiệu túi xách của bà.
Tiếp theo, các cô gái được đưa tới bãi rác để thực hiện photoshoot vì môi trường cùng vị giám khảo quen thuộc – Nigel Barker. Họ vận lên mình trang phục cao cấp làm từ những nguyên liệu tái chế, thiết kế bởi Michael Cinco. Sự thiếu kinh nghiệm của Hannah làm cô ngày càng mất tự tin. Jaclyn chưa biết cách điều chỉnh xương hàm sao cho thật góc cạnh, trong khi Kasia giảm sút phong độ. Alexandria tiếp tục đón nhận nhiều lời khen. Ngược lại, do thái độ và niềm đam mê chưa đủ mạnh mẽ để đáp ứng nhu cầu của một người mẫu, Molly rơi vào "The bottom two" cùng với Jaclyn, người có góc cạnh khuôn mặt chưa được hoàn thiện. Nhưng, Molly lại là cô gái có cá tính mạnh mẽ. Cuối cùng, Molly được an toàn. Jaclyn phải trở về nhà.
- Hai người cuối cùng: Jaclyn Poole & Molly O'Connell
- Bị loại: Jaclyn Poole
- Người được gọi tên đầu tiên: Alexandria Everett
- Nhiếp ảnh gia: Nigel Barker
- Khách mời đặc biệt: Lana Marks, Kyle Hagler, Daniella Clarke, Rachel Williams, Oday Shakar, Jerry Avenaim, Michael Cinco

### Tập 9: Khoảnh khắc Top model
Lên sóng: 20 tháng 4, 2011
Những hình ảnh, câu chuyện hậu trường đáng nhớ của mùa thi 16 sẽ được đề cập trong tập này

### Tập 10: Tạo dáng cùng lạc đà trên sa mạc - Franca Sozzani
Lên sóng: 27 tháng 4, 2011
Sau 12 mùa, America’s Next Top Model đã quay lại Phi châu, địa điểm lần này là Marrakech, Morocco. Tập 10 khởi đầu bằng việc các cô gái tự nhìn lại chuyến hành trình, cũng như nhận xét về những thí sinh còn lại. Sau sự kiện Brittani vs. Alex, nay họ đều áp dụng tinh thần ‘ván bài lật ngửa’.
"Ngày bé, tôi từng bị bỏ rơi, điều đó khiến tôi dễ tổn thương và nóng giận. Giờ đây, tôi phải cư xử khác đi, và đôi lúc giả tạo giống Alexandria. Đó là việc tôi cần làm." – Molly.
Sau khi thưởng ngoạn khung cảnh và tận hưởng các món ăn ngon lành, họ được giám khảo Andre dẫn đến gặp nhà thiết kế thời trang cao cấp Noureddine Amir. Đa phần các cô gái đều hoàn thành tốt bước đi mẫu, đặc biệt Brittani được Andre nhiệt tình tán dương. Mặt khác, Kasia rất buồn bực vì không mặc vừa bộ đồ couture nào cả, nhưng đã biết chôn giấu nỗi niềm ấy khi đối diện với Andre.
Alexandria tiếp tục nở nụ cười "thân thiện" mọi lúc mọi nơi, song cách cô ấy diễn đạt vẫn thiếu sự chân thành nhất định. Molly khó chịu với vẻ thảo mai của Alex, khó chịu về chiếc váy quá dài, và cực kỳ khó chịu khi phải chia sẻ giường ngủ cùng 2 bạn khác.
Brittan đã rút kinh nghiệm cho bản thân. Cô thể hiện sự chuyên nghiệp trước mặt khách hàng, và giữ lại một số quan điểm cá nhân cho mình.
Buổi chụp diễn ra ở sa mạc Marrakesh, và họ cần tạo dáng bên cạnh những chú lạc đà cứng đầu. Brittani tiếp tục sáng tạo với nhiều kiểu pose lạ, Hannah tỏa sáng cùng tinh thần lạc quan. Nhưng Molly mới là người nhận về nhiều lời khen nhất nhờ phong thái tự nhiên và tao nhã.
Kasia cứng nhắc trong từng chuyển động, bởi cô không cảm thấy thoải mái với cơ thể của mình nữa. Alex nhập cuộc rất hào hứng, nhưng sau đó lại để thói quen ‘điều khiển mọi thứ’ lấn lướt. Cô nhăn nhó khá nhiều, theo như lời Andre là: "Trông như bị táo bón".
Cũng chính vì điều này, Alexandria bị thổi tạt xuống "The bottom two" cùng với Kasia. Do phần thể hiện kém, bức ảnh thiếu năng lượng và thiếu tự tin, Kasia đã bị loại
- Hai người cuối cùng: Alexandria Everett & Kasia Pilewicz
- Bị loại: Kasia Pilewicz
- Người được gọi tên đầu tiên: Molly O'Connell
- Nhiếp ảnh gia: Michael Wooley
- Khách mời đặc biệt: Franca Sozzani

### Tập 11: Cô gái Marroco - Daniella Issa Helayel
Lên sóng: 4 tháng 5, 2011
Các cô gái được đến dùng trà với Franca Sozzani, trưởng biên tập Vogue Italia. Brittani đã tạo ấn tượng tốt nhờ khả năng giao tiếp.
Sau đó, họ được Noor Talbi, một nghệ sĩ múa mâm chuyên nghiệp, chỉ dẫn. Trong khi tập luyện, Alex giữ thăng bằng tốt nhất. Tuy nhiên, Brit mới là người chiến thắng thử thách. Cô gây bất ngờ với vũ điệu duyên dáng của mình, dù trước đó, cô giữ thăng bằng kém nhất. Molly vấp lên váy và mất sự điềm tĩnh. Alex bước đầu thực hiện tốt, nhưng sau đó cô đánh rơi bộ ấm trà vài lần.
Phần thưởng cho Brit là buổi runway riêng với Miss J., và cô chia sẻ quyền lợi này cùng Hannah, người có kỹ năng catwalk kém nhất top 4.
Ngày tiếp theo, cả hội đi chợ và ngạc nhiên trước những hàng quán bày bán đủ loại thức ăn kỳ lạ. Brittani nếm thử món óc dê và nôn ngay lập tức. Cô không ăn được gì vào bữa tối và bị bao tử hành hạ suốt buổi chụp hình sáng hôm sau.
Photoshoot được thực hiện tại chợ trời Jemaa el-Fnaa bởi nhiếp ảnh gia Friedemann Hauss. Hannah ngơ ngác, cố gắng mãi mà chẳng biết biểu cảm sao cho phù hợp. Molly tiếp tục vận dụng hiệu quả khung mặt góc cạnh và cơ thể uyển chuyển. Vừa đau bụng vừa mắc mưa, nhưng Brittani đã vượt qua trở ngại, toát ra vẻ bí ẩn hút hồn của một phụ nữ Trung Đông. Cô dồn mọi căng thẳng vào đôi môi, thiếu sự thả lỏng cần thiết. Alex và Hannah rơi vào bottom 2. Cuối cùng, Hannah được an toàn đi tiếp, Alex phải ra về.
- Hai người cuối cùng: Alexandria Everett & Hannah Jones
- Bị loại: Alexandria Everett
- Người được gọi tên đầu tiên: Molly O'Connell
- Nhiếp ảnh gia: Friedemann Hauss
- Khách mời đặc biệt: Daniella Issa Helayel, Franca Sozzani

### Tập 12: Chuyện tình ở Marocco - Ivan Bart
Lên sóng: 11 tháng 5, 2011
Thử thách trong tuần này là trở thành phát thanh viên cho chương trình "The Insider". Mỗi cô gái có 60 phút để nghiên cứu về một phương thức làm đẹp ở Marrakesh, và 90 giây để thực hiện đoạn phóng sự ngắn.
Brittani khá lúng túng trong việc tìm "khách mời", và ngay cả khi đã gặp chuyên gia, Brit cũng thất bại trong việc khai thác đề tài Henna. Molly tự tin, thân thiện và cực kỳ hoạt bát khi trao đổi về Black Kohl với dân bản địa. Hoàn thành xuất sắc nhiệm vụ, Molly đã bất ngờ qua mặt Hannah – cô gái được đánh giá là đậm tính thương mại nhất top 3.
Sau khi Jay công bố Molly thắng cuộc, tới lượt Tyra ghé thăm đột xuất. Chị đã trò chuyện để tìm hiểu thêm về 3 cô gái.
Molly tổn thương nặng nề vì bị bố mẹ ruột bỏ rơi từ bé. Sự nóng giận thường trực chính là lớp vỏ bọc để không ai có thể chạm đến em. Brittani tâm sự rằng, ngày bé em hay bị trêu chọc, bởi mẹ em mắc chứng sợ đám đông và không đi đâu cả. Brit từng rất tủi thân và xấu hổ, nhưng giờ đây xa nhà, em mới thấy nhớ mẹ và những lời động viên quý báu. Hannah kể về sự trưởng thành xuyên suốt Top Model.
Brit cảm thấy không thoải mái với người mẫu nam. Hannah gây ấn tượng với sự phối hợp ăn ý cùng bạn diễn, truyền tải thành công cảm xúc của mình vào ảnh. Tuy nhiên Molly mới là người xuất sắc nhất, cô tiếp tục vận dụng thành công khuôn mặt góc cạnh, cô cũng được khen ngợi về khả năng tạo dáng của mình.
Brit và Hannah rơi vào bottom two. Cuối cùng, Hannah bị loại.
- Hai người cuối cùng: Brittani Kline & Hannah Jones
- Bị loại: Hannah Jones
- Người được gọi tên đầu tiên: Molly O'Connell
- Nhiếp ảnh gia: Tyra Banks, Nigel Barker
- Khách mời đặc biệt: Lara Spencer, Ivan Bart

### Tập 13: Quảng cáo son CoverGirl và chụp hình cho tạp chí Covergirl
Lên sóng: 18 tháng 5, 2011
- Thắng cuộc: Brittani Kline
- Về nhì: Molly O'Connell
- Nhiếp ảnh gia: Pierpaolo Ferrari
- Khách mời đặc biệt: Ivan Bart, Valentina Serra, Ann Ward, J. Alexander, Jay Manuel

## Tóm tắt

### Thứ tự gọi tên
| Thứ tự | Tập        | Tập        | Tập        | Tập        | Tập        | Tập        | Tập        | Tập        | Tập        | Tập        | Tập      | Tập      | Tập |
| Thứ tự | 1          | 2          | 3          | 4          | 5          | 6          | 7          | 8          | 10         | 11         | 12       | 13       |     |
| ------ | ---------- | ---------- | ---------- | ---------- | ---------- | ---------- | ---------- | ---------- | ---------- | ---------- | -------- | -------- | --- |
| 1      | Molly      | Hannah     | Alexandria | Kasia      | Hannah     | Brittani   | Jaclyn     | Alexandria | Molly      | Molly      | Molly    | Brittani |     |
| 2      | Brittani   | Brittani   | Molly      | Hannah     | Brittani   | Kasia      | Molly      | Hannah     | Brittani   | Brittani   | Brittani | Molly    |     |
| 3      | Alexandria | Monique    | Brittani   | Jaclyn     | Jaclyn     | Molly      | Hannah     | Kasia      | Hannah     | Hannah     | Hannah   |          |     |
| 4      | Mikaela    | Mikaela    | Kasia      | Dalya      | Monique    | Jaclyn     | Kasia      | Brittani   | Alexandria | Alexandria |          |          |     |
| 5      | Dalya      | Kasia      | Jaclyn     | Monique    | Alexandria | Hannah     | Alexandria | Molly      | Kasia      |            |          |          |     |
| 6      | Hannah     | Dominique  | Hannah     | Molly      | Kasia      | Alexandria | Brittani   | Jaclyn     |            |            |          |          |     |
| 7      | Ondrei     | Sara       | Monique    | Mikaela    | Mikaela    | Mikaela    | Mikaela    |            |            |            |          |          |     |
| 8      | Monique    | Alexandria | Dalya      | Brittani   | Molly      | Monique    |            |            |            |            |          |          |     |
| 9      | Nicole     | Jaclyn     | Mikaela    | Alexandria | Dalya      |            |            |            |            |            |          |          |     |
| 10     | Kasia      | Molly      | Sara       | Sara       |            |            |            |            |            |            |          |          |     |
| 11     | Jaclyn     | Dalya      | Dominique  |            |            |            |            |            |            |            |          |          |     |
| 12     | Sara       | Nicole     |            |            |            |            |            |            |            |            |          |          |     |
| 13     | Dominique  | Ondrei     |            |            |            |            |            |            |            |            |          |          |     |
| 14     | Angelia    |            |            |            |            |            |            |            |            |            |          |          |     |

     Thí sinh bỏ cuộc
     Thí sinh bị loại
     Thí sinh chiến thắng chung cuộc

### Buổi chụp ảnh
- Tập 1: Hậu trường của một buổi biểu diễn thời trang
- Tập 2: Chụp ảnh chân dung với ong
- Tập 3: Thời trang cao cấp mang phong cách Alice ở xứ sở thần tiên theo từng cặp
- Tập 4: Quảng cáo cà phê mang phong cách cổ điển
- Tập 5: Áo lông thú giả cùng bé báo
- Tập 6: Đội tóc vàng đấu với đội tóc nâu trong bùn
- Tập 7: Điên cuồng vì thời trang
- Tập 8: Thời trang cao cấp chụp tại bãi rác
- Tập 10: Người du mục chụp ảnh với lạc đà.
- Tập 11: Phụ nữ Moroc trong trang phục Jemaa el-Fnaa
- Tập 12: Chuyện tình trên bãi biển Marrakech
- Tập 13 : Quay quảng cáo và chụp ảnh cho CoverGirl Lip Perfection Lipcolor; Bộ ảnh cho Beauty In Vogue.